# Гермесіанакт
Гермесіанакт (дав.-гр. Ἐρμησιάναξ, ? — до 302 до н. е.) — давньогрецький поет часів раннього еллінізму.

## Життя та творчість
Народився у м.Колофон (Мала Азія). Про його батьків та життя відомого замало. був учнем відомого поета Філіта з острова Кос. Помер приблизно до 302 року до н. е.
Був майстром елегій. З його доробку збереглася збірка елегій «Леонтія» (на честь коханки та гетери Гермесіанакта). Збереглося лише 98 уривків. також відомо про його елегію, присвячені кентаврові Еврітіонові.